# Hymne de la République socialiste soviétique kazakhe
L'hymne de la République socialiste soviétique kazakhe fut utilisé comme hymne officiel de la République socialiste soviétique kazakhe de 1945 à 1992, date à laquelle fut proclamée la république du Kazakhstan,.
La musique composée par Moukan Toulebaev, Ievgueni Brusilovski et Latif Khamidi en fut conservée jusqu'en 2006 pour l'hymne du Kazakhstan indépendant, mais les paroles (de A. Tajibaev, Kh. Moukhamedjanov et G. Mousrepov) en furent réécrites.
Lorsque le Kazakhstan a fait sécession de l'Union après la dissolution en 1991, cet hymne a été remplacé par le premier hymne du Kazakhstan, qui utilisait la même mélodie que l'ancien hymne mais avec des paroles différentes. En 2006, cela a été remplacé par l'hymne actuel Meniń Qazaqstanym.

## Paroles

### Texte kazakh
| Cyrillique | Latin | Arabe | API |
| --- | --- | --- | --- |
| Біз қазақ ежелден еркіндік аңсаған, Бостандық өмір мен ар үшін қиған жан. Торлаған тұманнан жол таппай тұрғанда, Жарқырап Лениндей күн жығып, атты таң. Қайырмасы: Жасасын Советтер/Кеңестер Одағы, Жеткізген еркіндік, теңдікке, Бастайтын елдерді бірлікке, Жеңіске, шаттыққа, ерлікке! Дақ салмай Лениннің жеңімпаз салтына, Ұрпағы қосты даңқ Оттаның даңқына, Одақтас, ұрандас елдердің қамқоры, Көп алғыс айтамыз ұлы орыс халқына. Қайырмасы Іргелі мемлекет, ерікті болдық ел, Достықпен, бірлікпен жайнайды туған жер. Еңбекте, майданда, жеткізген жеңіске Данышпан Партия/Сталин – сүйікті кемеңгер. Қайырмасы, | Bız qazaq ejelden erkındık añsağan, Bostandyq ömır men ar üşın qiğan jan. Torlağan tūmannan jol tappai tūrğanda, Jarqyrap Lenindei kün jyğyp, atty tañ. Qaiyrmasy: Jasasyn Sovetter/Keñester Odağy, Jetkızgen erkındık, teñdıkke, Bastaityn elderdı bırlıkke, Jeñıske, şattyqqa, erlıkke! Daq salmai Leninnıñ jeñımpaz saltyna, Ūrpağy qosty dañq Ottanyñ dañqyna, Odaqtas, ūrandas elderdıñ qamqory, Köp alğys aitamyz ūly orys halqyna. Qaiyrmasy Irgelı memleket, erıktı boldyq el, Dostyqpen, bırlıkpen jainaidy tuğan jer. Eñbekte, maidanda, jetkızgen jeñıske Danyşpan Partia/Stalin – süıktı kemeñger. Qaiyrmasy | بىز قازاق ەجەلدەن ەركىندىك اڭساعانء .بوستاندىق ءومىر مەن ار ءۇشىن قيعان جان ،تورلاعان تۇماننان جول تاپپاي تۇرعاندا .جارقىراپ لەنيندەي كۇن جىعىپ، اتتى تاڭ :قايىرماسى جاساسىن سوۆەتتەر/کەڭەستەر وداعى ،جەتكىزگەن ەركىندىك، تەڭدىككە ،باستايتىن ەلدەردى بىرلىككە !جەڭىسكە، شاتتىققا، ەرلىككە ،داق سالماي لەنيننىڭ جەڭىمپاز سالتىنا ۇرپاعى قوستى داڭق وتتانىڭ داڭقىنا ،وداقتاس، ۇرانداس ەلدەردىڭ قامقورى .كوپ العىس ايتامىز ۇلى ورىس حالقىنا قايىرماسى ،ىرگەلى مەملەكەت، ەرىكتى بولدىق ەل .دوستىقپەن، بىرلىكپەن جاينايدى تۋعان جەر ەڭبەكتە، مايداندا، جەتكىزگەن جەڭىسكە .دانىشپان پارتيا/ستالين – سۇيىكتى كەمەڭگەر قايىرماسى | [bɪ̞z̪ qɑ̝.z̪ɑ̝q je̘.ʒʲe̘l̪ʲ.d̪ʲẽ̘n̪ ǀ je̘r̪.kɪ̞̃n̪.d̪ɪ̞k ɑ̝̃ŋ.s̪ɑ̝.ʁɑ̝̃n̪ ǀ] [bo̞s̪.t̪ɑ̝̃n̪.d̪əq wʏ̞̃.mʏ̞r̪ mʲẽ̘n̪ ǀ ɑ̝r̪ ʏ̞.ʃʏ̞̃n qəj.ʁɑ̝̃n̪ ʒɑ̝̃n̪ ǁ] [t̪o̞r̪.ɫ̪ɑ̝.ʁɑ̝̃n̪ t̪õ̙.mɑ̝̃n̪.n̪ɑ̝̃n̪ ǀ ʒo̞ɫ̪ t̪ɑ̝p̚.pɑ̝j t̪o̙r̪.ʁɑ̝̃n̪.d̪ɑ̝ ǀ] [ʒɑ̝r̪.qə.r̪ɑ̝p l̪ʲẽ.n̪ʲɪ̃n̪.d̪ʲɪ̞j ǀ kʏ̞̃n̪ ʒə.ʁəp ɑ̝t̪̚.t̪ə t̪ɑ̝̃ŋ ǁ] [qɑ̝.jər̪.mɑ̝.s̪ə] [ʒɑ̝.s̪ɑ̝.s̪ə̃n̪ s̪ɐ.vʲet̪̚.t̪ʲɪ̞r̪/kʲẽ̘.ŋ̟ʲe̘s̪.t̪ʲe̘r̪ wo̞.d̪ɑ̝.ʁə ǀ] [ʒʲe̘t̪.kɪ̞z̪.ɡʲẽ̘n̪ʲ je̘r̪.kɪ̞̃n̪.d̪ɪ̞k ǀ t̪ʲẽ̘ŋ̟.d̪ɪ̪k̚ʲ.kʲe̘ ǀ] [bɑ̝s̪.t̪ɑ̝j.t̪ə̃n̪ je̘l̪ʲ.d̪ʲe̘r̪.d̪ɪ̞ bɪ̞r̪.l̪ɪ̞k̚ʲ.kʲe̘ ǀ] [ʒʲẽ̘.ŋ̟ɪ̞s̪⁽ʲ⁾.kʲe̘ ʃɑ̝t̪̚.t̪əq̚.qɑ̝ je̘r̪.l̪ɪ̞k̚ʲ.kʲe̘ ǁ] [d̪ɑ̝q s̪ɑ̝ɫ̪.mɑ̝j l̪ʲẽ.n̪ʲɪ̃n̪.n̪ɪ̞̃ŋ̟ ǀ ʒʲẽ̘.ŋ̟ɪ̞̃m.pɑ̝z̪ s̪ɑ̝ɫ̪.t̪ə̃.n̪ɑ̝ ǀ] [o̙r̪.pɑ̝.ʁə qo̞s̪.t̪ʊ d̪ɑ̝̃ɴq ǀ wo̞t̪̚.t̪ɑ̝̃.n̪ə̃ŋ d̪ɑ̝̃ɴ.qə̃.n̪ɑ̝ ǀ] [wo̞.d̪ɑ̝q.t̪ɑ̝s̪ o̙.r̪ɑ̝̃n̪.d̪ɑ̝s̪ ǀ je̘l̪ʲ.d̪ʲe̘r̪.d̪ɪ̞̃ŋ̟ qɑ̝̃m.qo̞.r̪ʊ ǀ] [kɵp ɑ̝ɫ̪.ʁəs̪ ɑ̝j.t̪ɑ̝̃.məz̪ ǀ o̙.ɫ̪ʊ wo̞.r̪ʊs̪ χɑ̝ɫ̪.qə̃.n̪ɑ̝ ǁ] [qɑ̝.jər̪.mɑ̝.s̪ə] [ɪ̞r̪.ɡʲe̘.l̪ɪ̞ mʲẽ̘m.l̪ʲe̘.kʲe̘t̪ ǀ je̘.r̪ɪ̞k.t̪ɪ̞ bo̞ɫ̪.d̪ʊq je̘l̪ʲ ǀ] [d̪o̞s̪.t̪əq.pẽ̘n̪ bɪ̞r̪.l̪ɪ̞k.pʲẽ̘n̪ ǀ ʒɑ̝j.n̪ɑ̝j.d̪ə t̪u.ʁɑ̝̃n̪ ʒʲe̘r̪ ǁ] [jẽ̘m.bʲe̘k⁽ʲ⁾.t̪ʲe̘ mɑ̝j.d̪ɑ̝̃n̪.d̪ɑ̝ ǀ ʒʲe̘t̪.kɪ̞z̪⁽ʲ⁾.ɡʲẽ̘n̪ ʒʲẽ̘.ŋ̟ɪ̞s̪⁽ʲ⁾.kʲe̘ ǀ] [d̪ɑ̝̃.n̪əʃ.pɑ̝̃n̪ pär̪.t̪ʲɪ.jə/s̪t̪ä.l̪ʲɪ̃n̪ ǀ s̪ʏ̞.jʏ̞k.t̪ʏ̞ kʲẽ̘.mʲẽ̘n̪ʲ.ɡʲe̘r̪ ǁ] [qɑ̝.jər̪.mɑ̝.s̪ə] |

### Traduction
Nous, les kazakhs des siècles anciens, recherchons la liberté,
Nous sacrifions nos vies pour la foi et l'honneur
À travers le brouillard sombre, nous trouvons nos voies,
Mais Lénine s'est levé comme l'aube, et le matin est venu !
Refrain :
Vive l'Union soviétique,
À la liberté pour l'égalité,
Pour l'unité du pays,
À la victoire, au bonheur et à la capacité !
Le chemin du triomphe de Lénine ne sera jamais terni
La gloire des éternités dans la patrie se répandra,
Le protecteur des républiques de l'Union,
Au grand peuple russe, nous disons : « Un grand merci à toi ! »
Refrain
Nous sommes devenus un pays fort, un pays libre,
La terre natale fleurit l'amitié et l'unité.
Conduis-nous à la bataille, au travail, à la victoire.
Ô sage parti / Staline, tu es vraiment aimé.
Refrain

## Écouter l'hymne
- MIDI
- mp3
- mp3